# Galija (Kaštelanski zaljev)
Galija je hrid u Kaštelanskom zaljevu, otprilike na pola puta od lučice Spinut na Marjanu do Kaštel Sućurca.
Površina hridi je 483 m2, a visina 1 metar, a zajedno s objektom koji je na hridi sagrađen, 6 metara.